# رايلي سكينر
رايلي سكينر (بالإنجليزية: Riley Skinner)‏ هو لاعب كرة قدم أمريكية أمريكي، ولد في 21 أكتوبر 1986.